# Гещалт психология
Гещалт психологията се появява в началото на XX век (1912 г.) като допълнение към традиционния метод на научен анализ. Названието на школата идва от немската дума „гещалт“, което означава, цялост, форма, конфигурация, свързаност на елементите, затвореност и други. Приетият начин за научно анализиране на феномени е бил описването на частите и достигане до цялото чрез събирането на така получените описания. Прогресът, осъществен от биологията, психологията и социологията по това време обаче внушава, че такава процедура не може да отдаде полагаемото се на феномени, които са реално разгръщащи се процеси – цялости, изградени от взаимодействащите си сили.
В статията си „Laws of Organization in Perceptual forms“ (Закони на организацията в перцептивни форми) Вертхаймер показва, че формирането на гещалтите се ръководи от висшия принцип, който той нарича тенденция към „добрия гещалт“, или принципа Praegnanz (стегнатост, сбитост). Оказва се, че тази терминология лесно се поддава на недоразумения. Неформалният термин „добър гещалт“ внушава субективна оценка в служба на определено предпочитание или цел, а е замислен да описва строго обективната тенденция към по-голяма простота и подреденост. Тенденцията към най-простата налична структура при дадени обстоятелства или (за да използваме един свързан критерий) към най-ниското налично ниво на напрежение е имала голяма обяснителна стойност особено в изследването на възприятието. Според Макс Вертхаймер в полето на съзнанието функционират два контекста – фигура и фон, като фигурата винаги е по-ясна, по-чиста, по-обособена, по-очевидни са нейните граници. Фонът изглежда като продължение на фигурата, но е по-тъмен, по-отдалечен, слабо поддържащ фигурата. Динамиката между фигурата и фона се подчинява на няколко закона:
1. Закон за центриране (центрация) – съгласно този закон съзнанието е центрирано върху една фигура, работи с нея и е съсредоточено върху нея. Не е възможно цялото съдържание на съзнанието да приеме ролята на фигура.
2. Закон за прецентриране – според този закон фигурите се сменят, като едните отстъпват мястото на другите и отиват във фона. И до днес остава въпросът какво движи фигурите, защо в един момент сме съсредоточени в едно, а по-късно в нещо друго. Като цяло, гещалт психолозите тук снемат една тотална закономерност на битието: на какво се дължи движението на различните форми на материята – на някаква външна сила, извън битието, или на неща от битието.
3. Закон за прегнантността – Съзнанието има стремеж и тенденция да възприема нещата колкото е възможно по-ясно, по-чисто, по-пълно. Курт Кофка изследва свойството „константност“ – при променящи се условия съзнанието поддържа тенденцията да възприема предмета такъв, какъвто е в действителност. Според гещалтистите миналият опит (аперцепцията) не трябва да участва във възприетото, защото го замърсява. Възприятието най-добре илюстрира закона за прегнантността, особено свойството му – константност.
4. Закон за затваряне на гещалта – става дума за ясно изразена тенденция на съзнанието, при което, ако в гещалта нещо липсва, ако не е пълен и по тази причина не е ясен, ние се опитваме да открием липсващата част, да го попълним или да построим нов гещалт, за да свържем елементите в нещо завършено. Законът за затваряне на гещалта в много случаи може да се наблюдава и илюстрира чрез явлението „инсайт“. Инсайтът е механизъм на творческото мислене с интуитивна природа, при който липсващата част на гещалта, или построяването на нов гещалт, протича спонтанно, като хрумване, досещане, озарение, като внезапно нахлуване на идея, връзка или елемент.